# 첸토

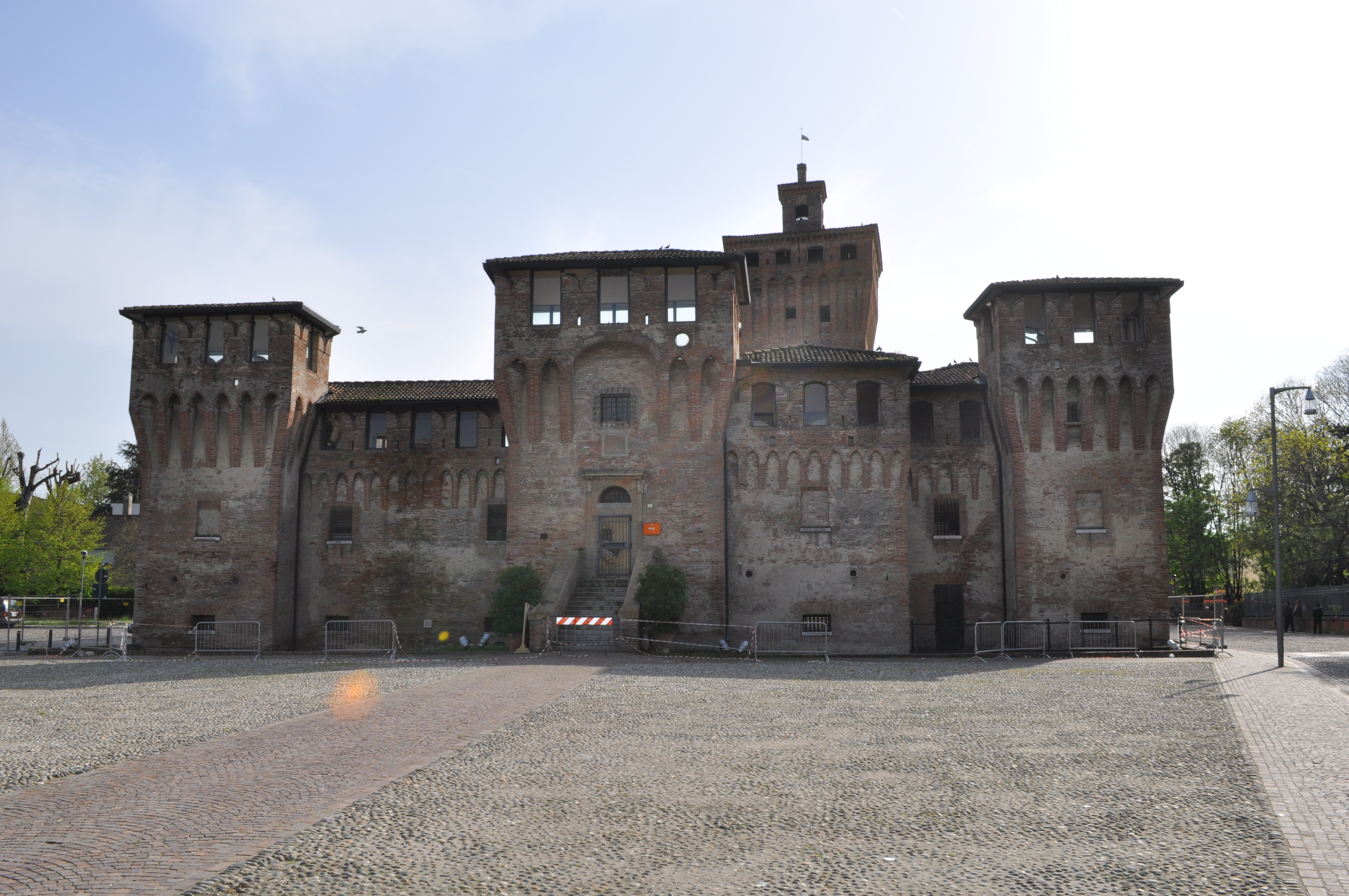
첸토의 성. (Rocca)

첸토(이탈리아어: Cento)는 이탈리아 에밀리아로마냐주 페라라도의 도시이자 코무네이다.

## 역사
첸토(Cento)라는 이름은 포 계곡의 센추리에이션(토지 측정 방식)을 가리킨다. 첸토는 습지의 작은 어촌으로 시작하여 농촌 마을로 성장했으며, 이러한 일은 제2천년기의 처음 수세기에 걸쳐 일어났다.
이 도시의 남동부는 피에베 디 첸토의 조그마한 역사적 요새에 걸쳐있다.

## 관광지
- Palazzo del Monte di Pietà (도시 미술관, 18세기) - 지역 화가 구에르치노의 그림이 있다.
- Rocca (성) - 1378년 볼로냐 주교에 의해 건립되었으며 1460년 교황 율리오 2세(율리오 델라 로베레)에 의해 확장되었다.
- Palazzo del Governatore (총독 관저, 1502년)
- Porta Pieve (14세기)

## 문화
첸토는 유럽의 카니발 도시로서, 리우 카니발과 자매 관계이다.

## 자매 도시
- 이탈리아 라퀼라
- 헝가리 세케슈페헤르바르[1]
- 아르헨티나 비센테로페스